# Ourapteryx approximata
Ourapteryx approximata är en fjärilsart som beskrevs av Barend J. Lempke 1970. Ourapteryx approximata ingår i släktet Ourapteryx och familjen mätare. Inga underarter finns listade i Catalogue of Life.